# Żabno-Kolonia
Żabno-Kolonia – kolonia w Polsce położona w województwie lubelskim, w powiecie biłgorajskim, w gminie Turobin.
W latach 1975–1998 miejscowość administracyjnie należała do województwa zamojskiego.
Kolonia jest sołectwem w gminie Turobin. Według Narodowego Spisu Powszechnego z roku 2011 kolonia liczyła 104 mieszkańców i była dwudziestą co do liczby ludności miejscowością gminy.